# Prima offensiva di Palmira
La Prima offensiva di Palmira è stata un'operazione militare lanciata durante la guerra civile siriana dallo Stato islamico dell'Iraq e del Levante (ISIL) dal 13 al 26 maggio 2015, nel tentativo di catturare il distretto di Tadmor situato nel Governatorato di Homs, controllato dal governo siriano. L'offensiva è stata una delle più grandi lanciate dall'ISIL, la più grande condotta in Siria dall'offensiva nella Siria orientale del 2014. Il 26 maggio, con la vittoria dei miliziani dello Stato islamico, il controllo dell'ISIL sulla Siria divenne almeno del 50%.
Le rovine e gli antichi monumenti di Palmira, che si trovano all'estremità sud-occidentale della città moderna di Tadmur, sono patrimonio dell'umanità dell'UNESCO dal 1980. Le rovine facevano parte di un'oasi nel deserto che era uno dei centri culturali più significativi del mondo antico, collegando attraverso il commercio le civiltà della Persia, dell'India e della Cina con l'Impero Romano.

## Offensiva

### Avanzata iniziale dell'ISIS
Il 13 maggio 2015, l'ISIL approfittò del ridispiegamento militare effettuato il giorno prima nella provincia di Idlib, dove erano in corso combattimenti, lanciando un'offensiva su due fronti verso l'antica città di Palmira e i suoi siti militari, tra cui la Stazione T-3 e i suoi grandi depositi di armi. L'operazione iniziò alla periferia di Al-Sukhna, a nord-est di Palmira. I miliziani catturarono il posto di blocco di al-Thinayya all'ingresso nord della città, dopo di che avanzarono nelle parti principali di Al-Sukhnah, con combattimenti che ebbero luogo presso la stazione di polizia principale, il quartier generale del partito Ba'th e l'Ospedale Nazionale. Ciò causò uno stato di panico tra i civili di Tadmor e sollevò preoccupazioni sulla possibilità che l'ISIS potesse attaccare i vicini monumenti archeologici. Alla fine, l'ISIS si impossessò di Al-Sukhnah, ottenendo così il controllo su un'autostrada strategica che collegava Homs con il governatorato di Deir ez-Zor a nord-est.
Dopo la cattura di Al-Sukhnah, l'ISIL prese tutte le postazioni dell'esercito siriano tra essa e Palmira. I combattimenti ebbero luogo vicino al centro di sicurezza governativo di Hajjana e agli alloggi degli ufficiali a est di Palmira, con l'ISIL che prese il controllo di diversi posti di blocco, dopo averli colpiti con missili. Mentre avanzavano verso la periferia di Palmira, conquistarono tutta l'area di Amiriya, a nord della città, o almeno la sua parte settentrionale, e il checkpoint di Muktab Al-Dour nella periferia orientale. Secondo quanto riferito, l'ISIS si impossessò anche di un grande magazzino di munizioni governative fuori Palmira e stava bombardando un vicino aeroporto controllato dal governo. I miliziani tentarono di sfondare il settore orientale della base aerea T-4 ma furono respinti. Secondo una fonte filogovernativa, l'esercito siriano lanciò successivamente un contrattacco riuscendo a riconquistare Amiriya e il checkpoint di Muktab Al-Dour. Prima del tramonto, l'esercito siriano e la FND lanciarono un contrattacco anche ad Al-Sukhnah e, secondo quanto riferito, furono in grado di infiltrarsi nelle posizioni dell'ISIL nel corridoio sud-occidentale. In serata l'ISIS si impadronì del Burj al-Ishara, un punto strategico vicino allo storico castello di Palmira. Alla fine del giorno, l’ISIS aveva ancora il controllo della strada Deir ez-Zor-Al-Sukhnah, con l’esercito siriano che tentava di riprenderla.
Nel primo giorno di combattimenti morirono settanta soldati dell'esercito siriano e quaranta combattenti dell'autoproclamato Stato islamico, compreso il massimo comandante dell'offensiva dell'ISIL, Abu Malik Anas Al-Nashwan. Il 14 maggio, l'esercito siriano bombardò Burj al-Ishara, mentre l'ISIL tentò di irrompere nella città di Tadmor. I miliziani riuscirono ad entrare nei quartieri della periferia orientale della città, ma vennero in seguito espulsi dalle truppe governative. Dopo aver rimesso in sicurezza il checkpoint di Muktab Al-Dour, le forze governative avanzarono verso il villaggio di Al-Basateen, dove quella notte rimase la linea del fronte orientale. L'ISIL prese di mira durante la giornata anche la prigione di Tadmor e l'aeroporto nel tentativo di impossessarsi del principale deposito di armi della base aerea. Altrove, le truppe governative presero il pieno controllo del giacimento di gas di Al-Hayl, uccidendo 32 miliziani, dopo di che procedettero a prendere Al-Thathah, Al-Fawl, Al-Mujawar, Al-Hawa e Al-Sina'a. Secondo una fonte militare, l'ISIS era ancora posizionato a un chilometro da Amiriya e aveva il controllo di al-Sukhnah, ma l'esercito siriano rimaneva alla periferia del villaggio.

### Controffensiva dell'esercito siriano
Il 15 maggio, l'esercito siriano inviò rinforzi a Palmira, mentre l'ISIL era a un chilometro dal sito archeologico di Palmira, ma in seguito si ritirò dalla periferia orientale a circa due chilometri dove gli scontri stavano ancora scoppiando mentre l’esercito siriano lanciava una controffensiva. L'ISIS catturò ancora una volta la parte settentrionale di Amiriya, uccidendo un certo numero di civili, prima che venissero nuovamente respinti da pesanti attacchi aerei. Altri due attacchi furono lanciati contro la base aerea, entrambi vennero respinti. Durante la notte, l'ISIS spostò la sua attenzione sulle rovine ma non riuscì ad infiltrarsi al loro interno. Prima del tramonto, unità dell'esercito siriano continuò il loro contrattacco ad al-Sukhnah, raggiungendo la periferia della città. I rinforzi dell'unità delle forze speciali, "Suqur al-Sahara", arrivarono per rinforzare le forze governative.
Il 16 maggio, i combattenti dell'ISIS raggiunsero le rovine e catturato parti della storica cittadella di Fakhr-al-Din al-Ma'ani mentre i combattimenti continuavano. Successivamente, l'ISIS conquistò nuovamente Amiriya e continuò la sua avanzata, conquistando la parte settentrionale di Palmira dopo un massiccio attacco.
La mattina del giorno successivo, l'esercito siriano aveva respinto l'ISIL da Palmira, mettendo completamente in sicurezza la città. L'esercito siriano riconquistò anche il castello di Palmira e, secondo quanto riferito, anche la strategica collina delle comunicazioni radiotelevisive (Burj al-Ishara). La vita in città tornò alla normalità con la graduale riapertura di negozi e attività commerciali. Tuttavia, i combattimenti continuarono a nord ad Amiriya e ad est di Palmira, dove l'ISIL conquistò la stazione di pompaggio T-3 e il giacimento di gas di al-Hayl.
Il 19 maggio, l'esercito siriano e la FND riconquistarono Amiriya. Mentre l'esercito si faceva strada nelle posizioni avanzate dell'ISIS, scoprirono pile di giubbotti tattici, missili termici, pile di libri di preghiere musulmane in russo (lasciati dai combattenti ceceni) e munizioni sufficienti perché ogni ribelle potesse trasportare diecimila colpi.
Oltre ai combattimenti a Palmira e dintorni, tra il 18 e il 20 maggio si verificarono scontri nel vicino giacimento petrolifero di Jazal, che provocarono la morte di quarantotto soldati governativi e trenta miliziani dello Stato islamico. Rimasero feriti anche 150 soldati.

### Conquista di Palmira
Il 20 maggio, l'ISIS riconquistò Amiriya e riuscì ad avanzare verso Tadmor, catturando un terzo della città. Secondo quanto riferito, gli attacchi dei miliziani contro altri settori intorno alla città furono respinti. La rinnovata spinta dell'ISIS arrivò dopo l'arrivo di 600-800 miliziani. Più tardi quel giorno, dopo che le forze governative si ritirarono, l'ISIS prese quasi il pieno controllo di Palmira. Le truppe governative avevano ancora il controllo di una prigione a est e del quartier generale dell'intelligence militare a ovest. Nel tentativo di conservare parte della storia della città, centinaia di statue furono spostate in luoghi sicuri, ad eccezione dei grandi monumenti che non potevano essere spostati. Vennero sollevati timori per la sicurezza delle rovine e del museo della città. Questa operazione di salvataggio venne guidata dall'esperto del patrimonio olandese René Teijgeler. In serata, tutte le forze armate siriane si erano ritirate dalla città verso la periferia e i miliziani dell'ISIS catturarono anche la base aerea.
Secondo la TV di stato, l'esercito siriano evacuò i civili della città durante la ritirata. Al contrario, i residenti riferirono che i civili in realtà non vennero evacuati e che gli ufficiali dell'SAA fuggirono dalla città davanti ai coscritti e alle milizie, lasciandoli a se stessi. Il governo siriano fece successivamente marcia indietro sull'affermazione di aver evacuato i civili dopo un aumento dei rifugiati causato dal bombardamento della città.
Il 21 maggio, i combattenti dell'ISIS entrarono nelle rovine. Nel frattempo, l'ISIL catturò il valico di frontiera di Tanf, ultimo valico di frontiera con l'Iraq controllato dal governo. Il 22 maggio, la coalizione guidata dagli americani in Siria condusse un attacco aereo vicino a Palmira, ottenendo la distruzione di sei sistemi di artiglieria antiaerea dell'ISIL e un pezzo di artiglieria.
Tra il 23 e il 24 maggio, miliziani dell'ISIL conquistò l'area di al-Sawana e la base del battaglione missilistico sulla strada Palmyra-Homs, provocando la cattura di più di 22 combattenti filo-governativi. Il giorno successivo, il 25 maggio, l'ISIS attaccò il villaggio di Jazal, situato sui monti Al-Sha'ar e vicino alle reti elettriche strategiche del governo e ai giacimenti di gas che forniscono elettricità e gas alla parte occidentale del paese. Dopo quattro ore di combattimento, l'assalto fu respinto dalle forze filo-governative.
Il 26 maggio, secondo quanto riferito, la linea del fronte si era spostata ad Al-Furqlus, sui monti Shaar, a Qurayteen e alla base aerea di Tiyas. Il giorno successivo, le forze governative siriane avanzarono nella regione del giacimento petrolifero di Jazal.
Il 30 maggio, l'ISIS distrusse la famigerata prigione di Tadmor.

## Conseguenze
All'inizio di luglio del 2015, l'esercito siriano lanciò un'offensiva nel tentativo di riconquistare Palmira, avanzando fino a 5 chilometri dalla città. Nel marzo del 2016 venne lanciata un'altra offensiva per riconquistare il territorio dell'antica città che vide l'esercito siriano riprendere il controllo di Palmira il 27 marzo 2016.

## Esecuzioni di massa
Durante l'offensiva i miliziani dello Stato islamico condussero numerose esecuzioni. Il 14 maggio, l'ISIL giustiziarono ventisei civili tra Amiriya e al-Sukhnah per "aver avuto rapporti con il regime", di cui dieci vennero decapitati. Il giorno successivo, altri ventitre civili vennero giustiziati ad Amiriya, nove dei quali erano bambini.
Il 22 maggio, varie fonti filo-opposizione in città riferirono che l'ISIS aveva giustiziato tra 150 e un massimo di 280 lealisti e soldati del governo nelle strade e nella pubblica piazza mediante colpi di arma da fuoco o decapitazioni. Le esecuzioni facevano parte di un'epurazione avviata dall'Isis dopo aver catturato Palmira, dove i jihadisti stavano conducendo ricerche porta a porta per trovare e uccidere tutti i sostenitori del governo o i soldati fuggitivi. Il gruppo di attivisti filo-opposizione SOHR stimarono a 168 il numero delle vittime nella città, con altri 600 soldati e civili detenuti, mentre la TV di stato riferì che il numero di persone giustiziate ammontava a quattrocento. Il quotidiano filogovernativo Al-Watan stima a 450 il numero delle persone giustiziate al 25 maggio. Secondo un soldato dell'SAA, l'ISIS decapitò la figlia 19enne di un generale siriano.
All'inizio di luglio 2015, l'ISIS pubblicò un video che mostrava 25 membri adolescenti di quel gruppo che giustiziano sparando alla testa a un numero simile di prigionieri maschi adulti vestiti con tute scure e inginocchiati davanti a loro sul palco del teatro di Palmira.
Il 18 agosto 2015, l'Isis decapitò un rispettato archeologo e antiquario, Khaled al-Asaad (83 anni), che aveva lavorato per oltre 50 anni come capo delle antichità a Palmira, e appese il suo corpo a una colonna nella piazza principale del sito storico.